# كورة الرصراص

تعديل مصدري - تعديل

كورة الرصراص هي إحدى قرى عزلة أحور بمديرية أحور التابعة لمحافظة أبين، بلغ تعداد سكانها 74 نسمة حسب تعداد اليمن لعام 2004.